# Séptima papeleta
La 7 papeleta fue una propuesta que surgió a partir de un movimiento estudiantil, para depositar una papeleta en apoyo para realizar una nueva Constitución Política, ante las elecciones del 11 de marzo de 1990 en Colombia que se elegía Senado, Cámara de Representantes, Asamblea Departamental, Juntas Administradoras Locales (JAL), Concejo Municipal, Alcaldes (las elecciones para gobernador solo fueron a partir de la constitución del 91).

## Antecedentes y causas
Este movimiento fue impulsado por un grupo de estudiantes universitarios que querían cambiar la constitución de 1886, por considerarla obsoleta para enfrentar los nuevos desafíos en los derechos fundamentales y asegurar la paz en Colombia.
El movimiento Estudiantil propuso incluir un séptimo voto, promovida por un grupo de estudiantes de diferentes universidades, dio origen a varias reuniones en las universidades y viajes en Colombia, para efectuar un nuevo pacto social. Fueron numerosas las reuniones que se efectuaron por estos jóvenes líderes quienes preocupados por la situación de su país buscaban alternativas de solución a la crisis de violencia en Colombia por el accionar de los participantes en el conflicto armado colombiano y narcoterroristas auspiciados principalmente por Pablo Escobar y el Cartel de Medellín.
Tras el asesinato de Luis Carlos Galán, el 18 de agosto de 1989, los jóvenes universitarios propusieron crear un movimiento que impulsara una nueva Constitución Política para Colombia,
Ellos promovieron la introducción de una papeleta electoral adicional a las seis oficiales, en las elecciones de Marzo de 1990, a fin de promover la convocatoria de una Asamblea Constituyente en Colombia.

## Proceso constituyente
En diciembre de 1989, el gobierno de Virgilio Barco se propuso convocar a un "Referendo extraordinario por la paz y la democracia", durante el trámite de la reforma constitucional proyectada para el 21 de enero de 1990 para consolidar los acuerdos de paz con la guerrilla del Movimiento 19 de abril (M-19). Debido a la presión narcoterrorista de "Los Extraditables" se quiso aprovechar la consulta con el pueblo para que se pronunciara también sobre la extradición, lo que causó que el gobierno desistiera de la totalidad del proyecto.
En 1990, los estudiantes de varias universidades de Colombia impulsaron la inclusión de una "séptima papeleta" denominada  "Plebiscito por Colombia, voto por una Asamblea Constituyente que reforme la Constitución y determine cambios políticos, sociales y económicos en beneficio del pueblo", en los comicios del 11 de marzo de 1990 para apoyar la convocatoria a una asamblea constituyente. Este tipo de reforma constitucional no estaba autorizado en la Constitución de 1886, estipulado en el (Artículo 13) del plebiscito de 1957. La consulta arrojó cerca de 2 millones de votos y provocó una situación de facto que el gobierno legalizó por decreto 927 de 1990 y se facultó a la Organización Electoral para contabilizar los votos que se depositaran en las elecciones presidenciales del 27 de mayo de 1990.
Al no ser una votación oficial, la Registraduría Nacional no imprimió los cartones y se negó a contabilizar los votos, por lo cual no tuvo efectos jurídicos. Sin embargo, y gracias a que los periódicos asumieron la labor de imprimir los tarjetones para que quienes quisieran participar los recortaran y los depositaran en las urnas, la propuesta logró un alcance nacional.
La puesta en marcha de una democracia participativa fue uno de los ejes centrales del proceso constituyente. Los jóvenes del movimiento estudiantil empezaron a salir y competir por integrar la Asamblea Nacional Constituyente promovida por ellos mismos.
El que primero se lanzó a la palestra política fue el joven estudiante Wilson Abraham García, quien contó con el respaldo inicial de 12 centros de educación de Colombia, pero en el congreso de estudiantes de Medellín (Colombia) no se llegó a un acuerdo definitivo y se convocó a otro Congreso de estudiantes en Manizales (Colombia). Allí, Abraham García declinó su interés en integrar ese cuerpo constituyente y decidió respaldar a su compañero,  manteniendo así la unidad en el movimiento estudiantil que ayudó a construir. Esto, finalmente definió a  Fernando Carrillo Flórez, como candidato a la Asamblea Nacional Constituyente, quien para la época era Asesor del Presidente de la República para este tema.

## Miembros
El Movimiento de la Séptima papeleta fue constituido por estudiantes universitarios, provenientes de instituciones públicas y privadas, de varias ciudades del país, lideradas por:
- Fernando Carrillo Flórez
- Claudia López
- Catalina Botero
- Fabio Villa Rodriguez
- Óscar Guardiola-Rivera
- Antonio Sanguino
- Samuel Arrieta
- Sergio Díaz-Granados
- Luis Guillermo Vélez Cabrera
- José Miguel de la Calle Restrepo